# 赫尔曼·霍尔丹县

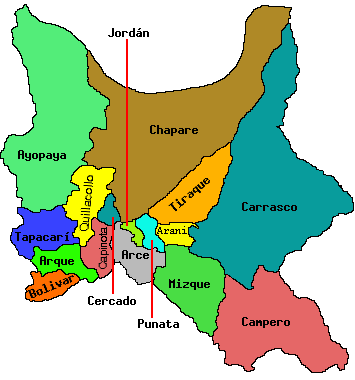

赫爾曼·霍爾丹县（西班牙語：Provincia de Germán Jordán），是玻利維亞的县份，位於該國中部，屬於科恰班巴省的一部分，县府設於克利薩，面積305平方公里，海拔高度2,900米，人口31,768，人口密度每平方公里104.16人。